# Грох (дух)
Грох (арм. Գրող, Groł — «пишущий», «записывающий») — дух смерти. В армянской мифологии советовал одной из форм духа смерти Огеара. Гроху приписывали функцию учёта грехов и добрых дел людей. Считалось, что после того как Бахт при рождении человека определял его судьбу, то Грох записывал её на лоб новорожденного. По легенде, все грехи и благие поступки Грох отмечал в книге, которая будет зачитана на божьем суде.
Иногда Гроха отождествляли с цаверами — духами болезни.